# 蓮実えれな
蓮実えれな（はすみ えれな）は、日本のシンガーソングライター、作詞家、作曲家、音楽プロデューサー。2019年より同人音楽活動を開始し、以後、同人・商業の両分野で幅広い創作活動を行っている。代表作にはSKE48 Team KII『プレシャス』、アオペラ -aoppella!?-『PumpVIP』、騎士A（現：騎士X）『Summer Night』などがある。

## 略歴
2019年春、ゲストボーカルとして同人音楽活動を開始。同年秋には自身の同人音楽サークル「蓮華宝°C（れんげほうど）」を立ち上げ、作詞・作曲・歌唱すべてを手がけた作品を発表した。2020年4月にはボーカロイドを用いたオリジナル楽曲を公開し、ネット上での創作活動を本格化させた。
2022年、SKE48 Team KIIの楽曲『プレシャス』に作詞で参加し、商業作品に初クレジット。
2023年2月、自身のX（旧Twitter）アカウントにて、骨盤・脊椎・足・頚椎の骨折や神経損傷を伴う重傷を負ったことを報告した。一時は致命的と診断されたが、医療措置と懸命なリハビリにより奇跡的に回復し、同年中に創作活動へ復帰した。回復後も運動機能に軽度の障害が残っており、現在も一部神経症状が断続的に生じることがある。
2025年には同人音楽コンピレーション企画「Fluoritopia（フローライトピア）」を立ち上げ、主宰を務めている。

## 作風
文学的な比喩や理科系の知識に裏打ちされた作詞が特徴。神話、化学、薬草学などの領域を芸術的に翻案し、音楽に知覚の揺らぎや象徴的イメージをもたらしている。
一部の自作曲では、ボーカロイドを用いたリズミカルな言語遊戯的ラップも展開しており、作品ごとに強い対照性を持つ。また、叙情性や構造美を重視した楽曲では、実在アーティストへの提供も多数行っている。

## 名義・主宰企画
「蓮華宝°C（れんげほうど）」は、蓮実えれなが主宰する同人音楽個人サークル名義であり、一部の作品ではこの名義で楽曲提供を行っている。
また、2025年より同人音楽コンピレーション企画「Fluoritopia（フローライトピア）」を主催し、複数のアーティストと共同でジャンル横断的な作品群を制作している。

## 主な作品
| 年   | 曲名                      | アーティスト          | 担当                     |
| ---- | ------------------------- | --------------------- | ------------------------ |
| 2022 | プレシャス                | SKE48 Team KII        | 作詞                     |
| 2023 | Shining Star              | 夢喰NEON              | 作詞                     |
| 2023 | 弱くてもにゅーげーむ!○×△□ | ▷せーぶぽいんと       | 作詞                     |
| 2024 | PumpVIP                   | アオペラ -aoppella!?- | 作詞・作曲               |
| 2024 | Summer Night              | 騎士A（現：騎士X）    | 共作詞・作編曲           |
| 2024 | 盲目ラブガネーゼ          | Scapegoat             | 楽曲提供（蓮華宝°C名義） |
| 2024 | Absolute                  | Scapegoat             | 楽曲提供（蓮華宝°C名義） |
| 2025 | Synapse                   | 罪十罰                | 共作詞                   |
| 2025 | 生命のRebels              | OKINI☆PARTY'S         | 共作詞・共作曲           |

## 評価
2023年9月29日から10月1日にかけて開催された「SKE48 リクエストアワー セットリストベスト100 2023」において、蓮実が作詞を担当したチームKIIの楽曲『プレシャス』が第3位にランクインした。
蓮実はこの曲について、「メンバーやファンのかけがえのない時間を彩る一曲として、寄り添い続けてゆくこと」を願って作詞したと述べており、その想いが歌詞に込められた普遍性や優しさとして多くの支持を集めたとされている。